# Chrysoblephus anglicus
Chrysoblephus anglicus és un peix teleosti de la família dels espàrids i de l'ordre dels perciformes.

## Morfologia
Pot arribar als 100 cm de llargària total.

## Distribució geogràfica
Es troba a les costes occidentals de l'oceà Índic (des de Moçambic fins a Sud-àfrica).